# ダニエル・ブラヴォ
ダニエル・ブラヴォ（フランス語: Daniel Bravo、1960年2月9日-）は、フランス・トゥールーズ出身の元サッカー選手、現役時のポジションはMF。ダニエル・ブラヴォー、ダニエル・ブラボ－と表記されることもある。

## 略歴
フランス代表として通算13試合に出場、1ゴールを挙げた。1984年のUEFA欧州選手権では1試合の出場に留まるが、優勝を果たした。
パリ・サンジェルマンでは7シーズンに渡りレギュラーを務め、リーグ優勝やUEFAカップウィナーズカップなどを制した。

## タイトル

### 代表
UEFA欧州選手権 : 1984

### クラブ
- モナコ :

クープ・ドゥ・フランス : 1984-85
- パリ・サンジェルマン

リーグ・アン : 1993-94
クープ・ドゥ・フランス : 1992-93, 1994-95
クープ・ドゥ・ラ・リーグ : 1994-95
UEFAカップウィナーズカップ : 1995-96